# 娜塔莉娅·利索夫斯卡娅
娜塔莉娅·利索夫斯卡娅（俄语：Наталья Лисовская，羅馬化：Natalya Lisovskaya，1962年7月16日—），出生於前蘇聯巴什基尔共和国，前女子鉛球運動員，目前保持著该項目的女子世界紀錄。

## 体育生涯

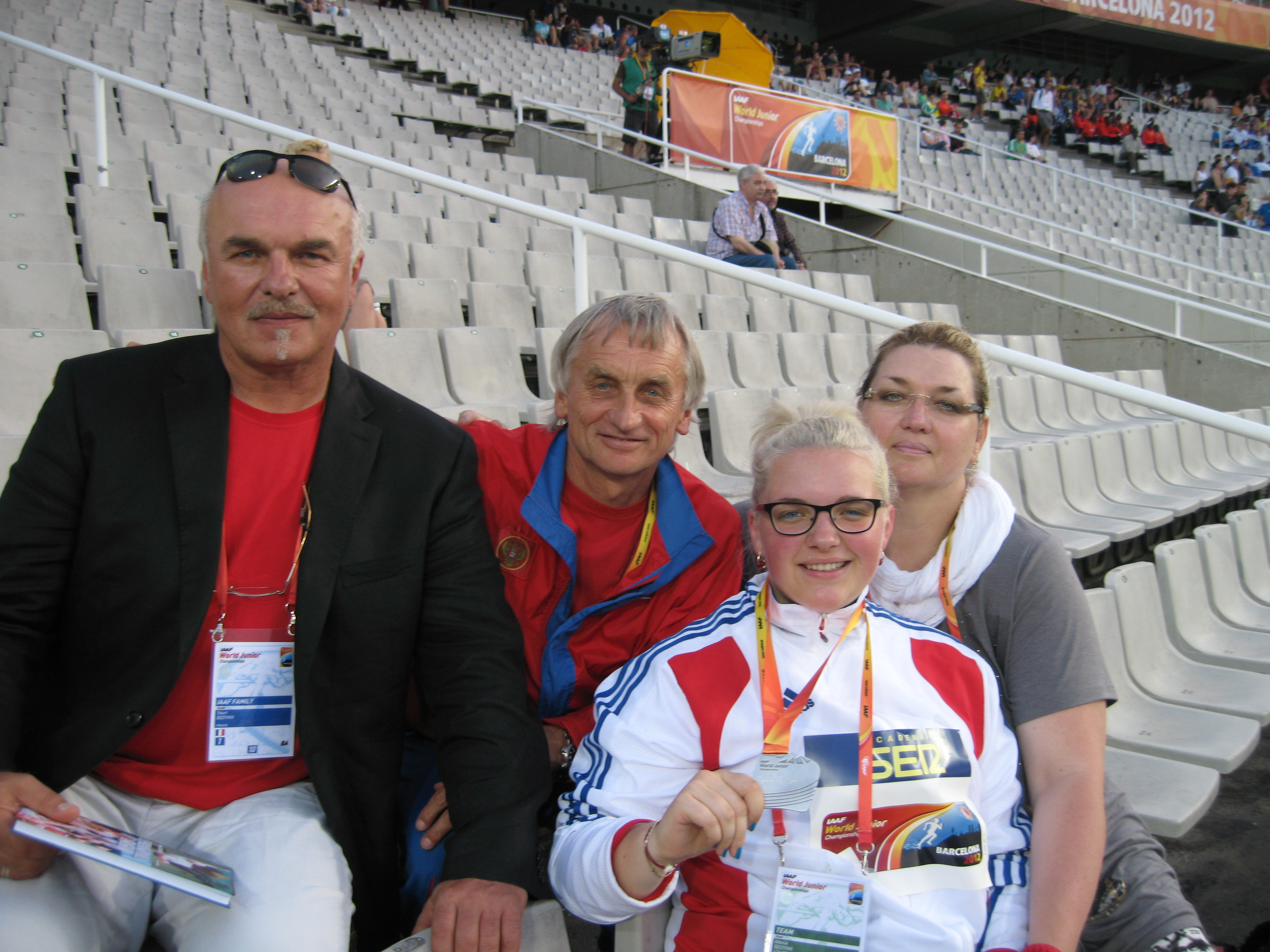
利索夫斯卡娅（右一）与其夫尤里·谢德赫（左一）、其女阿萊克西婭·谢德赫（右二）及前俄罗斯奥运代表团主任医师瓦西里·阿夫拉门科（左二），2012年

利索夫斯卡娅不到22歲時便嶄露頭角，在索契以22.53米的驚人成績第一次打破世界紀錄，并成為歷史上最年輕的突破22米大關的女選手，但因為前蘇聯抵制了當年的洛杉磯奧運會，她未能參賽；在1985年1月舉行的世界室內田徑錦標賽上，她以20.07米的成績第一次獲得國際比賽桂冠；兩年後的羅馬世界田徑錦標賽鉛球決賽中，她投出了破賽會紀錄的21.24米，力壓兩位東德選手伊內斯·穆勒和同樣投出賽會紀錄暨個人最好成績21.21米的卡特琳·奈姆克，奪得個人第一個世界大賽冠軍。同年6月7日，她在莫斯科的比賽中投出了22.63米，创造了新的世界纪录，這個紀錄迄今依舊無人能破。
1988年對利索夫斯卡娅而言是又一個成功的賽季，在當年夏天舉行的汉城奥运会中，她彌補了上屆缺席的遺憾，以無可爭議的表現擊敗了老對手奈姆科和中國選手李梅素，奪得女子鉛球的金牌。在決賽中，她的六次投擲全部超出21米，并且每一投都足以使她獲得金牌。
進入90年代，傷病和狀態下滑影響了她的成績。1991年的東京都，在她參加的最後一屆世界田徑錦標賽上，利索夫斯卡娅輸給了中國選手黃志紅，獲得一面銀牌；一年後的巴塞羅那奧運會，她未能延續往屆的發揮，僅名列第九。

## 个人生活
利索夫斯卡娅的丈夫是男子鏈球世界紀錄保持者尤里·谢德赫（2021年夫逝）；夫妇二人均入选国际田联名人堂。退役之後，她與丈夫和女兒定居於法國巴黎。她的女兒阿萊克西婭·谢德赫也是一名鏈球運動員，曾获2010年新加坡青奥会女子链球冠軍。